# Малибеков, Жандарбек Малибекович
Жандарбе́к Малибе́кович Малибе́ков (каз. Жандарбек Мәлібекұлы Мәлібеков; род. 24 марта 1942, Яныкурганский район, Кызылординская область, Казахская ССР, СССР) — казахстанский художник и архитектор. Заслуженный архитектор Узбекистана, Заслуженный деятель Казахстана (2017), автор Государственного герба Республики Казахстан.

## Биография
Родился 24 марта 1942 года в ауле Екпинди Жанакорганского района Кызылординской области. Выходец из рода Садыр племени Найман Среднего жуза.
Окончил архитектурный факультет Ташкентского политехнического института.
Главный архитектор проектов, руководитель градостроительной мастерской Узбекского научно-исследовательского института промышленности (УзНИИП). Принимал активное участие в проектировании аэровокзала в г. Андижане, зданий областного почтамта в г. Фергане, областной администрации, драматического театра и Центральной библиотеки в г. Самарканде, ряда жилых микрорайонов в городах Ангрене, Фергане и Самарканде.
Член Республиканской комиссии по государственным символам.
С 2003 года работает в Евразийском национальном университете им. Л. Н. Гумилева, профессор.

## Награды
- 2022 (18 марта) — Орден «Барыс»» 1 степени;[8]
- Государственная премия Республики Казахстан в области литературы, искусства и архитектуры
- Указом президента Республики Казахстан от 12 декабря 1995 года награждён орденом «Курмет»
- Медаль «10 лет независимости Республики Казахстан» (2001)
- Медаль «Ветеран труда Казахстана» (2017)
- Почётное звание «Заслуженный архитектор Республики Узбекистан»
- Почётное звание «Заслуженный деятель Казахстана» (2017)[9]
- Государственная стипендия Республики Казахстан в области культуры и искусства (2018)[10]